# Cancioneiro da Biblioteca Nacional
Cancioneiro da Biblioteca Nacional (Kancjonarz z Biblioteki Narodowej) – średniowieczny portugalski kancjonarz. Do czasów nowożytnych zachował się odpis, którego wykonanie w XIV w. zlecił prawdopodobnie Don Pedro de Barcelos (nieślubny syn króla Dionizego I). Dokładne losy odpisu nie są znane; w XIX w. egzemplarz był własnością włoskiego hrabiego Brancutiego, a wcześniej należał do humanisty Angela Colocciego. Od ich nazwisk kancjonarz nazywany był także Cancioneiro Colocci-Brancuti (Kancjonarz Colocciego-Brancutiego). W 1924 roku rząd Portugalii zakupił kancjonał, który obecnie znajduje się w Bibliotece Narodowej w Lizbonie (stąd jego nazwa).
Cancioneiro de Biblioteca Nacional wchodzi w skład trzech wielkich średniowiecznych kancjonarzy portugalskich. Dwa pozostałe to Cancioneiro de Ajuda (Kancjonarz z pałacu Ajuda) i Cancioneiro de Vaticana (Kancjonarz Watykański). Wszystkie trzy zbiory zawierają bardzo podobne teksty – cechuje je m.in. kunsztowność formy, co świadczy o ich dworskim pochodzeniu. W niektórych utworach widoczny jest wpływ liryki prowansalskiej (w okresie późnego średniowiecza stosunki pomiędzy Portugalią a Prowansją były znacznie ożywione, co znalazło swoje odbicie w literaturze). W zbiorze przechowywanym w Bibliotece Narodowej znajduje się 1647 utworów, w tym 1205 tekstów powtórzonych w Cancioneiro de Vaticana. Teksty trzech wielkich kancjonarzy można podzielić na siedem różnych typów:
- cantigas de amor, cantigas de amigo – pieśni miłosne, pisane przeważnie z perspektywy dziewczyny, opowiadają o rozłące kochanków, rozważaniu wierności ukochanego itp.,
- cantigas de escarnbo e maldizer – pieśni szydercze i satyryczne,
- tenções – tencony (dialogi),
- bailados – pieśni przeznaczone do tańca,
- romanse historyczne, kancony,
- lais – opowiadania o niewielkiej objętości pochodzenia bretońskiego,
- albas – sielanki i serenady.

W pieśniach miłosnych dominuje nastrój smutku, melancholii, niepokoju, charakterystyczny dla powstałego później gatunku poezji saudade.